# Adeonella fuegensis
Adeonella fuegensis är en mossdjursart som först beskrevs av Busk 1852.  Adeonella fuegensis ingår i släktet Adeonella och familjen Adeonellidae. Inga underarter finns listade i Catalogue of Life.